# 日本汉诗
漢詩是指由日本诗人用漢語、舊體詩和中國古典詩詞體裁写成的日本诗。日本是中国以外汉诗文化最为发达的国家。流傳到日本的中國古典詩詞也被視為汉诗的一部分。從古至今日本漢詩诗人已累計數千人，日本汉诗作品達数十万首。

## 历史
日本汉诗的创作从天智天皇时代开始。不過受壬申之乱影響，这个时代创作的汉诗大多沒有流傳下來。漢詩是日本平安时代时期初期日本贵族中最流行的诗，貴族也是當時日本漢詩的創作主體。已知日本最早的汉诗集是751年编成的懷風藻。  在古今和歌集出版之前，汉诗實際上地位比和歌更高。
诗经以及白居易等中国诗人影响了平安時代的日本漢詩詩人。日本人在会见当时的唐朝外交官时，都用汉语與他們交流。有些人還到唐朝留學，师从李白、杜甫等中国诗人。平安时代的漢詩詩人有会說流利汉语的空海、没有在唐朝留学但通晓汉语的菅原道真等。嵯峨天皇也是一位汉诗诗人。进入江户时代以后，汉诗创作主体以庶民為主。  2003年3月，全日本汉诗联盟成立。該組織以推動日本漢詩研究、創作、普及為宗旨。 其机关杂志為《扶桑风韵》。
不過在古代，流入中国的日本汉诗极少，中国人对日本汉诗一度长期缺乏关注。俞樾曾编选日本汉诗集《东瀛诗选》四十卷，共五千余首。1980年代后，中国开始研究日本汉诗。